# Erich von Neindorff
Erich von Neindorff (Koblenz, 17 februari 1894 - Hamburg, 3 november 1993) was een Duits aristocraat. Hij was officier in de Eerste Wereldoorlog, landbouwer, leider, (SA-Oberführer) vergelijkbaar met een brigadegeneraal, van een regionale afdeling van de SA en parlementariër voor de fascistische NSDAP. 
Tijdens de Eerste Wereldoorlog vocht Erich von Neindorff in het 1. Königlich Sächsischen Jägerbataillon 12 aan het westelijk front. Eind 1916 werd hij tot vliegenier opgeleid. Als verkenner slaagde hij er op 17 juni 1917 in om een vlucht van 400 kilometer achter het vijandelijke front te maken. Op 9 februari 1918 werd luitenant von Neindorff benoemd tot ridder in de Militaire Orde van Sint-Hendrik. Hij droeg ook het IJzeren Kruis Ie en IIe Klasse. Na de Duitse nederlaag in november 1918 trok Erich von Neindorff zich terug op zijn landgoed Simmatzig bij Schivelbein in Achter-Pommeren.
Erich von Neindorff werd al vóór de machtsovername van de NSDAP actief in die partij, alsook in de SA. Hij was lid van de Pruisische Landdag en de Rijksdag. Von Neindorff stierf op 3 november 1993 in Hamburg. Hij was de laatste van de ridders van de Orde van Sint-Hendrik.
- Gemeinsame Normdatei: 130513237
- International Standard Name Identifier: 0000 0000 2133 2494
- Virtual International Authority File: 45411128